# Кошелев, Родион Михайлович
Родион (Иродион) Михайлович Кошелев (1683—1760) — крупный землевладелец, обер-шталмейстер двора Екатерины I, впоследствии генерал-лейтенант. Кавалер ордена Св. Александра Невского.

## Биография
Согласно родословной росписи, принадлежит к X поколению той ветви дворянского рода Кошелевых, которая происходит от Александра Васильевича Кушелева. Родился в 1683 году. Отец — Михаил Нефёдович (Мефодиевич) Кошелев, мать — Ирина Евстифеевна Чеботаева. Предположительно брат мореплавателя Ивана Кошелева. В 1712 году упоминался как прапорщик лейб-гвардии Преображенского полка.
Выдвинулся благодаря женитьбе на дочери пастора Эрнста Глюка, в доме которого воспитывалась Екатерина I. В связи с коронацией Екатерины 7 мая 1724 года гвардии капитан-поручик Родион Кошелев первым получил учреждённый «Табелью о рангах» придворный чин шталмейстера, соответствовавший VI классу. В январе 1725 года шталмейстер Кошелев был среди сопровождавших императрицу в траурной процессии на погребении Петра I. В 1726 году Родион Михайлович упоминается уже в чине обер-шталмейстера, который соответствовал III классу «Табели о рангах».
Во время обручения императора Петра II с Екатериной Долгоруковой Родион Кошелев двигался 5-м номером в торжественной процессии 30 ноября 1729 года. После смерти Екатерины I перешёл на военную службу: 24 февраля 1728 года Кошелеву было присвоено звание генерал-майора. Дата получения им следующего чина, генерал-лейтенанта, неизвестна. Судя по тому, что в современных ему документах Р. М. Кошелев именуется генерал-лейтенантом, а не генерал-поручиком, это должно было произойти до отмены звания генерал-лейтенанта в 1741 году. Был пожалован 5 сентября 1747 года орденом Св. Александра Невского.

## Семья
От первого брака у него была единственная дочь:
- Евдокия (1712—1733), замужем за Василием Андреевичем Римским-Корсаковым; у них сын Александр (1729—1781).

Вторая жена — Крестьяна (Крестина) Глюк, дочь пастора Иоганна-Эрнста Глюка, который занимался воспитанием Марты Скавронской (будущей Екатерины I). В России называлась Маргарита, или Матрёна Ивановна. В 1720 году «Грита Гликша» состояла фрейлиной цесаревны Елизаветы Петровны с годовым окладом 80 рублей. И сама Матрёна Кошелева, и её дети пользовались благосклонностью как самой Екатерины, так и её дочери Елизаветы. Щедрые пожалования от императриц составили основу кошелевского состояния. Дети: 
- Михаил (1717 — после 1769) — бригадир, воевода Вологодской провинции Архангелогородской губернии. Крещён 10 марта 1717 года, воспреемниками были князь Александр Данилович Меншиков совместно с царевнами Анной и Елизаветой Петровной[10]. Его внук министр просвещения Авраам Норов.
- Александр (1718—1774) — действительный статский советник, генерал-вагенмейстер. Крещён 29 апреля 1718 года, воспреемники князь А. Д. Меншиков и царевна Анна Петровна[11]. Отец известного мистика Р. А. Кошелева и Дарьи Валуевой, дед Н. А. Волкова.

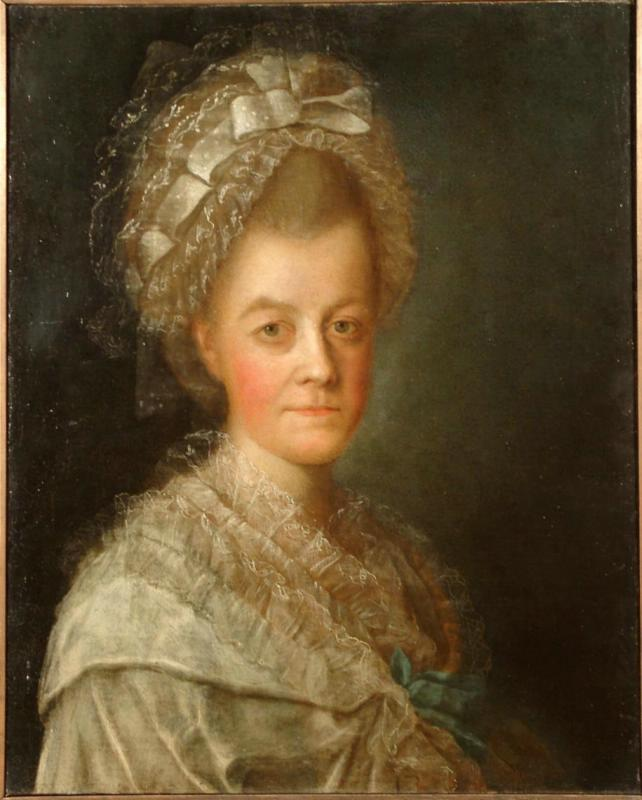
Мария (1725—1782) — фрейлина великой княгини Елизаветы Алексеевны, в 1748 году уволена императрицей Елизаветой Петровной за любовную интрижку с Чоглоковым. Была бездетна, состояние завещала своей племяннице Е. А. Мусиной-Пушкиной.
- Иван (?—1765) — действительный статский советник, вице-губернатор, в 1760—1761 гг. исправлял должность воронежского губернатора. Его внук владимирский губернатор Д. А. Кавелин.
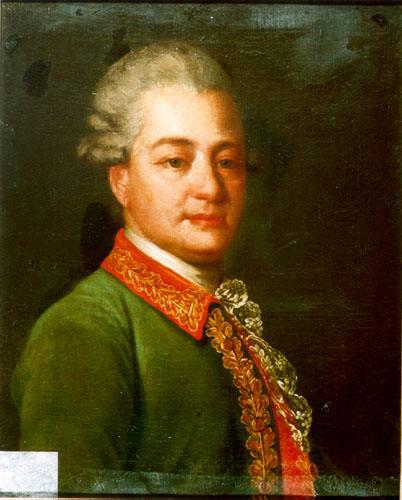
Родион (? — до 1786) — бригадир, отец тобольского, гродненского и тамбовского губернатора Д. Р. Кошелева, дед славянофила А. И. Кошелева.
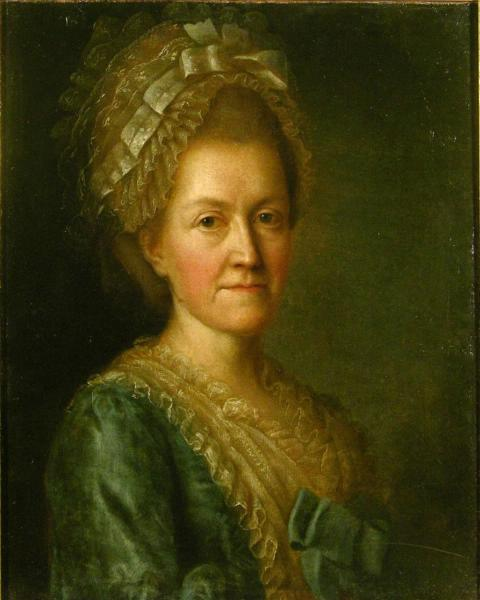
Маргарита  (?—1790) — замужем за генерал-майором князем Алексеем Никитичем Волконским (ум. 1781).  - Мария Родионовна Кошелева (1725 – 1782)
  - Родион Родионович Кошелев (? – 1786)
  - Маргарита Родионовна Волконская, урожд. Кошелева (? – 1790)

## Владения
В 1719—1723 годах Кошелев возвёл себе по проекту Г. И. Маттарнови в Санкт-Петербурге на набережной Зимней канавки двухэтажный каменный парадный дом («Жёлтые палаты»). Дом перестроен в 1740-х годах, снесён в 1777 году. Его фундаменты, как и соседние участки адмирала К. И. Крюйса и обер-гофмейстера М. Д. Олсуфьева, частично использованы при строительстве по проекту Ю. М. Фельтена в 1777—1784 годах второй половины Большого Эрмитажа.
В 1726 году получил в имение Жёрновскую волость в Каширском уезде Московской провинции (ныне в Серпуховском районе Московской области), ранее принадлежавшую барону П. П. Шафирову.
В 1728 году император Пётр II перенёс столицу в Москву, и обер-шталмейстер Кошелев приобрёл себе для проживания в Москве у представителя знаменитой купеческой династии Алексея Афанасьевича Гурьева здание по адресу Потаповский переулок, 6, известное сейчас как «палаты Гурьевых» или «дом Кошелева». После выхода в отставку в 1746 году Родион Михайлович жил в этом доме до самой смерти.
После произошедших 11 августа 1736 года и 24 июня 1737 года в Санкт-Петербурге опустошительных пожаров императрица Анна Иоанновна приняла решение расширить границы города и выделила придворным место для строительства домов в Московском предместье, то есть за городской чертой. Р. М. Кошелев построил дом на набережной Фонтанки.
13 мая 1742 года разделил свои имения в Ряжском уезде Переяслав-Рязанской провинции, Козловском уезде Тамбовской провинции и Каширском уезде Московской провинции между детьми.
В ревизской сказке 1745 года за генерал-лейтенантом Родионом Кошелевым (по ошибке назван Родионом Петровичем) упоминаются 142 души в селе Петровское (Кошелево) Тамбовской провинции Воронежской губернии (ныне Мучкапский район Тамбовской области). Впоследствии имение перешло к сыну Родиону Родионовичу.
В 1747 году получил от императрицы Елизаветы Петровны имение в деревне Вохоново (ныне в составе Гатчинского района Ленинградской области). Впоследствии имение унаследовано сыном Александром.
В 1757 году в селе Жёрновка Каширского уезда отстроил на свои средства Храм Преображения Господня. На его же средства отстроена и Николаевская церковь в селе Городищи того же уезда.

## В художественной литературе
- Родион Михайлович Кошелев фигурирует в романе Валентина Пикуля «Слово и дело».